# Juan Bautista Quirós Segura
Juan Bautista Quirós Segura (San Juan, 18 de enero de 1853 - San José, 7 de noviembre de 1934) fue un empresario y militar costarricense, 22.° Presidente de la República entre el 12 de agosto y el 2 de septiembre de 1919. Gobernó Costa Rica por tres semanas luego de la renuncia del general Federico Tinoco Granados, debido a que ocupaba el puesto de Primer Designado a la Presidencia. Sin embargo la opinión pública no miró de buen agrado la llegada al poder del nuevo presidente pues se veía en él la prolongación del régimen caído y a su alrededor los mismos servidores del gobernante anterior. Las manifestaciones de descontento popular eran constantes. Todo esto sumó presión para que el poder fuera designado temporalmente a Francisco Aguilar Barquero.
Su corto periodo se vio interrumpido además por lo que se llamó "la intervención de los Estados Unidos", dado que el presidente de dicho país, Woodrow Wilson, no reconoció su gobierno ni el de su antecesor, que había llegado al poder mediante un golpe de Estado. Ante la amenaza de desatar hechos armados que involucraran el derramamiento de sangre costarricense, Quirós accedió a renunciar a su cargo y entregó el gobierno a Francisco Aguilar Barquero.

## Datos personales
Nació en San Juan, el 18 de enero de 1853. Era hijo de Pablo Quirós Jiménez y Mercedes Segura Masís. Casó en primeras nupcias con Teresa Aguilar Guzmán (fallecida en 1899), nieta del Jefe de Estado Manuel Aguilar Chacón, en segundas en San Juan, el 4 de noviembre de 1900 con Clementina Quirós Fonseca (1880-1953), hija de José Quirós Montero y Florinda Fonseca Guzmán.

## Pionero del Balompié Costarricense
Don Juan Bautista Quirós fue enviado por su padre a Europa en 1872 por su padre para estudiar Comercio específicamente en Londres y París. Al regresar a Costa Rica a fines de 1876 junto a sus dos compañeros Luis Quirós Marín y Roberto Montealegre Gallegos trajeron el primer balón para jugar fútbol que habría de existir en Costa Rica.  En enero de 1877 junto a sus excompañeros de estudios y a algunos ingleses que trabajaban en el Banco Anglo Costarricense, empezaron a practicar el fútbol en La Sabana por las tardes. Como anécdota, una de esas tardes llegó la Policía de Orden y Seguridad y se los llevó detenidos  por vagabundos.

## Actividades militares y privadas
Siguió la carrera militar y llegó a alcanzar el grado de General del ejército costarricense. También fue agricultor y empresario y llegó a ser dueño de un importante capital. Iniciado en la Logia Masónica Unión Fraternal en 1885.

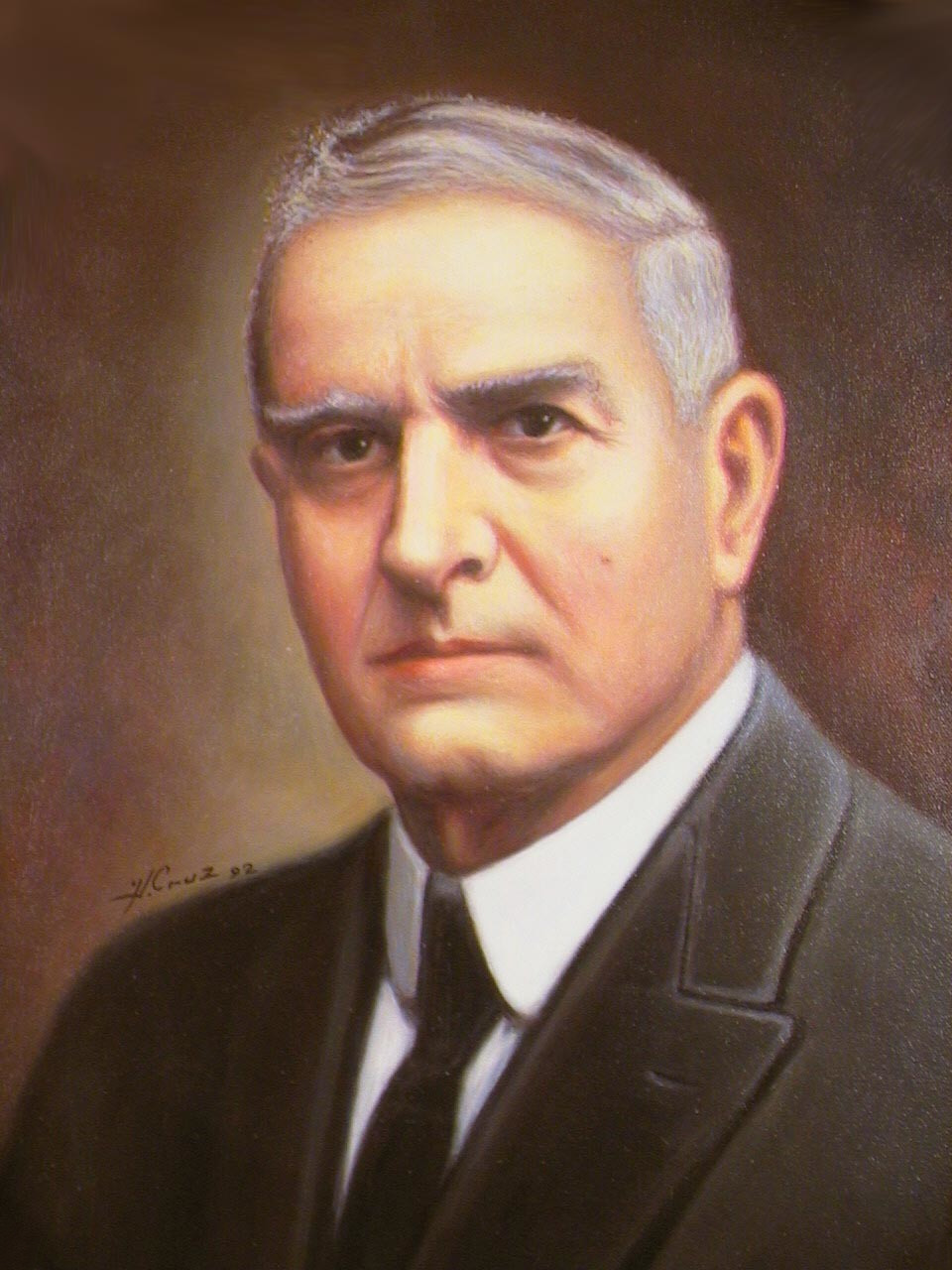
Retrato oficial de Juan B. Quirós Segura.

## Primeros cargos públicos
Durante la segunda administración de Rafael Yglesias Castro fue Segundo Designado a la Presidencia y Secretario de Hacienda, Comercio, Guerra y Marina.
Posteriormente fue Diputado, Tercer Designado a la Presidencia, Presidente del Congreso Constitucional, Secretario y Ministro de Fomento y Director Presidente del Banco Internacional de Costa Rica. El 9 de agosto de 1919, cuando parecía inminente la caída del Presidente Federico Tinoco Granados, el Congreso lo nombró Primer Designado a la Presidencia. El 12 de agosto, el presidente Tinoco lo llamó a ejercer interinamente el poder. Una de sus primeras medidas fue restablecer las libertades públicas y liberar a los presos políticos.

## Presidente de la República (1919)
Ascendió al poder en propiedad el 20 de agosto, en calidad de Primer Designado en Ejercicio del Poder Ejecutivo, al ser aceptada la renuncia de Federico Tinoco Granados. Su período concluía el 8 de mayo de 1923, pero a pesar de sus antecedentes de persona honorable y del tacto y la prudencia con que gobernó, el gobierno de los Estados Unidos se negó a reconocerlo como Presidente de Costa Rica. Ante la posibilidad de una intervención armada, decidió abandonar el poder y el 2 de septiembre de 1919 lo entregó a Francisco Aguilar Barquero.

## Otros cargos públicos
Fue brevemente Secretario de Guerra durante la administración de Francisco Aguilar Barquero. Durante la administración de don Julio Acosta García, y por recomendación de éste, el Congreso lo designó como primer Jefe de la Oficina de Control, entidad encargada de supervisar la correcta inversión y disposición de los fondos públicos.

## Fallecimiento
Falleció en San José, el 7 de noviembre de 1934 a los 81 años de edad.

## Ancestros hasta los tatarabuelos
|  |                                                      |  |  |  |  |  |  |  |  |  |  |  |  |  |  |  |
|  | 16.José Manuel Quirós (+1790)                        |  |  |  |  |  |  |  |  |  |  |  |  |  |  |  |
|  |                                                      |  |  |  |  |  |  |  |  |  |  |  |  |  |  |  |
|  |                                                      |  |  |  |  |  |  |  |  |  |  |  |  |  |  |  |
|  | 8. Juan Manuel Quirós Castro (ca 1738-1828)          |  |  |  |  |  |  |  |  |  |  |  |  |  |  |  |
|  |                                                      |  |  |  |  |  |  |  |  |  |  |  |  |  |  |  |
|  |                                                      |  |  |  |  |  |  |  |  |  |  |  |  |  |  |  |
|  | 17.Josefa Nicolasa de Castro y Polo (ca 1740-1811)   |  |  |  |  |  |  |  |  |  |  |  |  |  |  |  |
|  |                                                      |  |  |  |  |  |  |  |  |  |  |  |  |  |  |  |
|  |                                                      |  |  |  |  |  |  |  |  |  |  |  |  |  |  |  |
|  | 4. Calixto Quirós Castro (1785-1843)                 |  |  |  |  |  |  |  |  |  |  |  |  |  |  |  |
|  |                                                      |  |  |  |  |  |  |  |  |  |  |  |  |  |  |  |
|  |                                                      |  |  |  |  |  |  |  |  |  |  |  |  |  |  |  |
|  | 18.José Antonio de Castro (+ 1779)                   |  |  |  |  |  |  |  |  |  |  |  |  |  |  |  |
|  |                                                      |  |  |  |  |  |  |  |  |  |  |  |  |  |  |  |
|  |                                                      |  |  |  |  |  |  |  |  |  |  |  |  |  |  |  |
|  | 9. Teresa Castro Cascante (+1829)                    |  |  |  |  |  |  |  |  |  |  |  |  |  |  |  |
|  |                                                      |  |  |  |  |  |  |  |  |  |  |  |  |  |  |  |
|  |                                                      |  |  |  |  |  |  |  |  |  |  |  |  |  |  |  |
|  | 19.Simona Ramona Cascante Angulo (+1779)             |  |  |  |  |  |  |  |  |  |  |  |  |  |  |  |
|  |                                                      |  |  |  |  |  |  |  |  |  |  |  |  |  |  |  |
|  |                                                      |  |  |  |  |  |  |  |  |  |  |  |  |  |  |  |
|  | 2. General Pablo Quirós Jiménez (1824-1896)          |  |  |  |  |  |  |  |  |  |  |  |  |  |  |  |
|  |                                                      |  |  |  |  |  |  |  |  |  |  |  |  |  |  |  |
|  |                                                      |  |  |  |  |  |  |  |  |  |  |  |  |  |  |  |
|  | 20.Manuel Antonio Jiménez Quesada (1715)             |  |  |  |  |  |  |  |  |  |  |  |  |  |  |  |
|  |                                                      |  |  |  |  |  |  |  |  |  |  |  |  |  |  |  |
|  |                                                      |  |  |  |  |  |  |  |  |  |  |  |  |  |  |  |
|  | 10 . Francisco Esteban Jiménez Gutiérrez (1755-1808) |  |  |  |  |  |  |  |  |  |  |  |  |  |  |  |
|  |                                                      |  |  |  |  |  |  |  |  |  |  |  |  |  |  |  |
|  |                                                      |  |  |  |  |  |  |  |  |  |  |  |  |  |  |  |
|  | 21.Ignacia Gutiérrez de Ochoa y López de Ortega      |  |  |  |  |  |  |  |  |  |  |  |  |  |  |  |
|  |                                                      |  |  |  |  |  |  |  |  |  |  |  |  |  |  |  |
|  |                                                      |  |  |  |  |  |  |  |  |  |  |  |  |  |  |  |
|  | 5. Ramona Jiménez Soto (1790-1837)                   |  |  |  |  |  |  |  |  |  |  |  |  |  |  |  |
|  |                                                      |  |  |  |  |  |  |  |  |  |  |  |  |  |  |  |
|  |                                                      |  |  |  |  |  |  |  |  |  |  |  |  |  |  |  |
|  | 22. Francisco de Javier de Soto y Villegas           |  |  |  |  |  |  |  |  |  |  |  |  |  |  |  |
|  |                                                      |  |  |  |  |  |  |  |  |  |  |  |  |  |  |  |
|  |                                                      |  |  |  |  |  |  |  |  |  |  |  |  |  |  |  |
|  | 11. Rosa Soto Chinchilla (1746-1823)                 |  |  |  |  |  |  |  |  |  |  |  |  |  |  |  |
|  |                                                      |  |  |  |  |  |  |  |  |  |  |  |  |  |  |  |
|  |                                                      |  |  |  |  |  |  |  |  |  |  |  |  |  |  |  |
|  | 23. María Teresa Chinchilla y Ruiz de Hinojosa       |  |  |  |  |  |  |  |  |  |  |  |  |  |  |  |
|  |                                                      |  |  |  |  |  |  |  |  |  |  |  |  |  |  |  |
|  |                                                      |  |  |  |  |  |  |  |  |  |  |  |  |  |  |  |
|  | 1. General Juan Bautista Quirós Segura               |  |  |  |  |  |  |  |  |  |  |  |  |  |  |  |
|  |                                                      |  |  |  |  |  |  |  |  |  |  |  |  |  |  |  |
|  |                                                      |  |  |  |  |  |  |  |  |  |  |  |  |  |  |  |
|  | 24. Juan Buenaventura Segura ( 1725)                 |  |  |  |  |  |  |  |  |  |  |  |  |  |  |  |
|  |                                                      |  |  |  |  |  |  |  |  |  |  |  |  |  |  |  |
|  |                                                      |  |  |  |  |  |  |  |  |  |  |  |  |  |  |  |
|  | 12. José Antonio Segura Montero (1772)               |  |  |  |  |  |  |  |  |  |  |  |  |  |  |  |
|  |                                                      |  |  |  |  |  |  |  |  |  |  |  |  |  |  |  |
|  |                                                      |  |  |  |  |  |  |  |  |  |  |  |  |  |  |  |
|  | 25. Ana Efigenia Segura Barbosa (1746)               |  |  |  |  |  |  |  |  |  |  |  |  |  |  |  |
|  |                                                      |  |  |  |  |  |  |  |  |  |  |  |  |  |  |  |
|  |                                                      |  |  |  |  |  |  |  |  |  |  |  |  |  |  |  |
|  | 6. Mateo Segura Rojas (1804-1881)                    |  |  |  |  |  |  |  |  |  |  |  |  |  |  |  |
|  |                                                      |  |  |  |  |  |  |  |  |  |  |  |  |  |  |  |
|  |                                                      |  |  |  |  |  |  |  |  |  |  |  |  |  |  |  |
|  | 26.Juan Rojas                                        |  |  |  |  |  |  |  |  |  |  |  |  |  |  |  |
|  |                                                      |  |  |  |  |  |  |  |  |  |  |  |  |  |  |  |
|  |                                                      |  |  |  |  |  |  |  |  |  |  |  |  |  |  |  |
|  | 13. María de los Dolores Rojas Varela (+1816)        |  |  |  |  |  |  |  |  |  |  |  |  |  |  |  |
|  |                                                      |  |  |  |  |  |  |  |  |  |  |  |  |  |  |  |
|  |                                                      |  |  |  |  |  |  |  |  |  |  |  |  |  |  |  |
|  | 27.Juana de los Ángeles Varela                       |  |  |  |  |  |  |  |  |  |  |  |  |  |  |  |
|  |                                                      |  |  |  |  |  |  |  |  |  |  |  |  |  |  |  |
|  |                                                      |  |  |  |  |  |  |  |  |  |  |  |  |  |  |  |
|  | 3. Mercedes Segura Masís (1830-1898)                 |  |  |  |  |  |  |  |  |  |  |  |  |  |  |  |
|  |                                                      |  |  |  |  |  |  |  |  |  |  |  |  |  |  |  |
|  |                                                      |  |  |  |  |  |  |  |  |  |  |  |  |  |  |  |
|  | 28.Juan Antonio Masís                                |  |  |  |  |  |  |  |  |  |  |  |  |  |  |  |
|  |                                                      |  |  |  |  |  |  |  |  |  |  |  |  |  |  |  |
|  |                                                      |  |  |  |  |  |  |  |  |  |  |  |  |  |  |  |
|  | 14. Ramón Masís Zamora (1768-1818)                   |  |  |  |  |  |  |  |  |  |  |  |  |  |  |  |
|  |                                                      |  |  |  |  |  |  |  |  |  |  |  |  |  |  |  |
|  |                                                      |  |  |  |  |  |  |  |  |  |  |  |  |  |  |  |
|  | 29.Juana Gregoria Zamora (+1804)                     |  |  |  |  |  |  |  |  |  |  |  |  |  |  |  |
|  |                                                      |  |  |  |  |  |  |  |  |  |  |  |  |  |  |  |
|  |                                                      |  |  |  |  |  |  |  |  |  |  |  |  |  |  |  |
|  | 7. María Masís Cordero (1807-1888)                   |  |  |  |  |  |  |  |  |  |  |  |  |  |  |  |
|  |                                                      |  |  |  |  |  |  |  |  |  |  |  |  |  |  |  |
|  |                                                      |  |  |  |  |  |  |  |  |  |  |  |  |  |  |  |
|  | 30. N.                                               |  |  |  |  |  |  |  |  |  |  |  |  |  |  |  |
|  |                                                      |  |  |  |  |  |  |  |  |  |  |  |  |  |  |  |
|  |                                                      |  |  |  |  |  |  |  |  |  |  |  |  |  |  |  |
|  | 15. Josefa Cordero (1757)                            |  |  |  |  |  |  |  |  |  |  |  |  |  |  |  |
|  |                                                      |  |  |  |  |  |  |  |  |  |  |  |  |  |  |  |
|  |                                                      |  |  |  |  |  |  |  |  |  |  |  |  |  |  |  |
|  | 31. Ne.                                              |  |  |  |  |  |  |  |  |  |  |  |  |  |  |  |
|  |                                                      |  |  |  |  |  |  |  |  |  |  |  |  |  |  |  |
|  |                                                      |  |  |  |  |  |  |  |  |  |  |  |  |  |  |  |